# Emiraşıklar, Akseki
Emiraşıklar là một xã thuộc huyện Akseki, tỉnh Antalya, Thổ Nhĩ Kỳ. Dân số thời điểm năm 2011 là 66 người.